# Daviszee
De Daviszee is een randzee van de Zuidelijke Oceaan die langs de kust van Antarctica ligt tussen het Westelijk IJsplateau in het westen en het Shackleton-ijsplateau in het oosten. Ten oosten van de Daviszee, aan de oostkant van het Shackleton-ijsplateau, bevindt zich de Mawsonzee. Ten westen ligt de voorgestelde Samenwerkingzee.
De Daviszee is ontdekt door een Australische poolexpeditie tussen 1911 en 1914. De zee is genoemd naar J.K. Davis die kapitein was van het schip Aurora. J.K. Davis had naast Sir Douglas Mawson het bevel over de poolexpeditie.